# Подзаводск
Подзаводск (каз. Подзаводск) — упразднённое село в Зерендинском районе Акмолинской области Казахстана. Входило в состав Викторовского сельского округа. 

## География
Село располагалось в юге района, в 26 км на юго-запад от центра района села Зеренда, в 14 км на запад от центра сельского округа села Викторовка.

## История
Ликвидировано в 2006 г.

## Население
В 1989 году население села составляло 240 человек (из них казахов 67%).
В 1999 году население села составляло 13 человек (10 мужчин и 3 женщины).
| Численность населения | Численность населения |
| 1989                  | 1999                  |
| --------------------- | --------------------- |
| 240                   | ↘13                   |